# Exocentrus albomaculatus
Exocentrus albomaculatus là một loài bọ cánh cứng trong họ Cerambycidae.